# Еврейская религиозная община в Варшаве
Еврейская религиозная община в Варшаве — является отделением Союза еврейских общин Польши на территории восточной Польши.
Была зарегистрирована в 1997 году и насчитывает около 500 членов. Главной синагогой является ортодоксальная синагога Ножиков. Главным раввином Варшавы является Михаэль Йосеф Шудрих. Раввином-помощником Тысон Хербергер.
В общине функционируют миква, общество помощи старцам и погребальное братство — Хевра кадиша, которое исполняет свои обязанности бесплатно и частным образом.
В соответствии с уставом общины, её членом может стать каждый, кто не принадлежит к другой религии и у кого как минимум один из дедов (или бабушек) был евреем.
Община действует на основании «Закона об отношении государства к еврейским общинам в Польской Республике» (пол. Ustawa z dnia 20 lutego 1997 r. o stosunku Państwa do gmin wyznaniowych żydowskich w Rzeczpospolitej Polskiej), принятом Сеймом 20 февраля 1997 года.
В 2005 году создан филиал общины в Люблине, которым руководит Роман Литман, и отделение в Белостоке.